# Demonietto
Demonietto è un film muto italiano del 1917 diretto da Gennaro Righelli.